# 黄鉄鉱体
| 黄鉄鉱体 (五角十二面体)                                                                                   | 黄鉄鉱体 (五角十二面体)    |
| --- | -------------------------- |
| 五角十二面体の持つ30本の辺のうち、 6本は外接立方体の面と共有し、 残りの24本は立方体切稜面に由来している。 |                            |
| 構成する多角形                                                                                            | 四等辺五角形の一種         |
| コクセター図形                                                                                            | ·                          |
| 面の数 | 12                         |
| 辺の数 | 30 (6 + 24)                |
| 頂点の数                                                                                                  | 20 (8 + 12)                |
| 対称性の群                                                                                                | Th, [4,3+], (3*2), 位数 24 |
| 回転の群                                                                                                  | T, [3,3]+, (332), 位数 12  |
| 双対多面体                                                                                                | Pseudoicosahedron          |
| 性質 | 凸集合、面推移的           |
| 展開図 |                            |

黄鉄鉱体 (英:pyritohedron) は、黄鉄鉱の結晶構造にみられる十二面体の一種である。12枚の合同な四等辺五角形の面を持ち、20個の頂点にそれぞれ3本の辺が交わっている (五角十二面体の一種)。
正十二面体は、全ての面が合同な正五角形となっており、黄鉄鉱体の特殊な場合である。

## 概要
五角十二面体は30本の辺を持つが、黄鉄鉱体では、その長さによって、大きく6本と24本に分けられる。6本は外接立方体と共有し、24本は立方体切稜面に由来する。外接立方体の対角線上に新たに作られる8つの頂点は立方体切稜面3枚の交点である。五角十二面体が持つ対称軸は、3本の互いに直交する2回対称のものと、4本の3回対称のものがある。
黄鉄鉱体の面を構成する五角形は線対称の四等辺五角形で、3つの二等辺三角形を並べて作られる形をしている。

## 黄鉄鉱の結晶
黄鉄鉱 (英:pyrite)の二つのありふれた晶癖のうち一つは五角十二面体であり、もう一つは立方体である。
| 立方体型の黄鉄鉱 | 五角十二面体型の黄鉄鉱 |

### 正十二面体

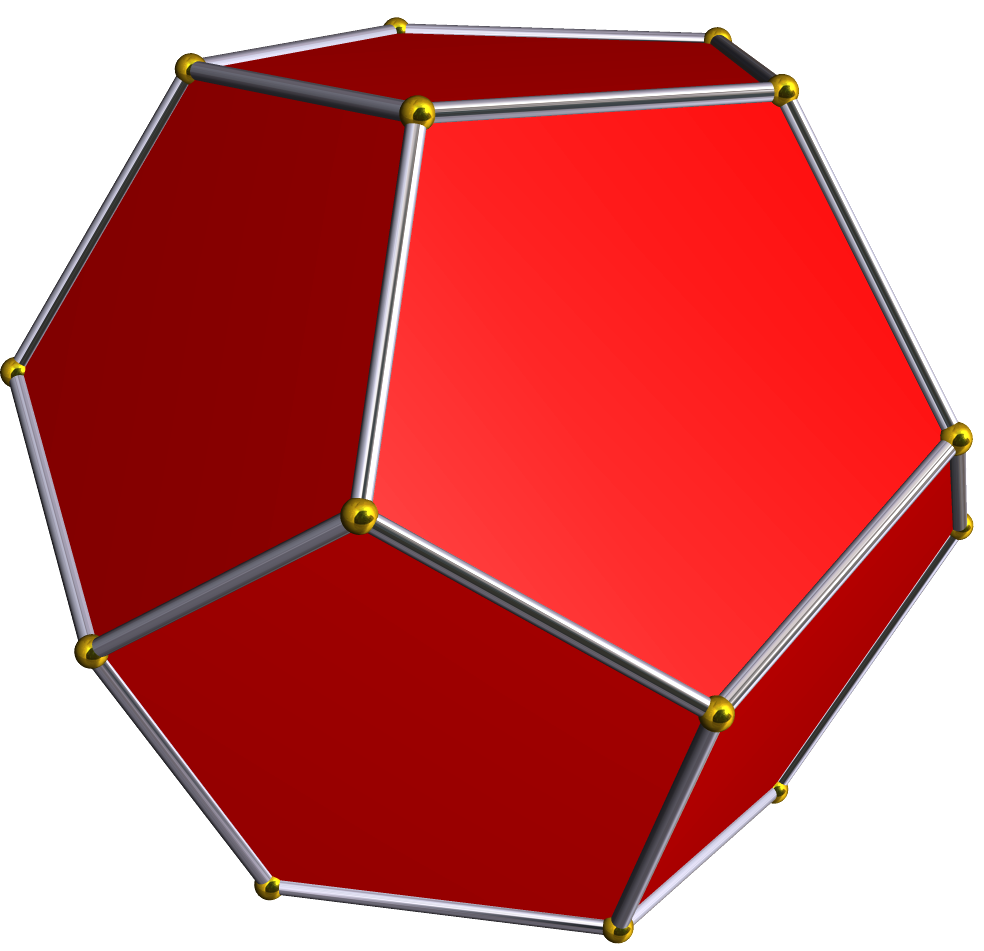
正十二面体

### 菱形十二面体

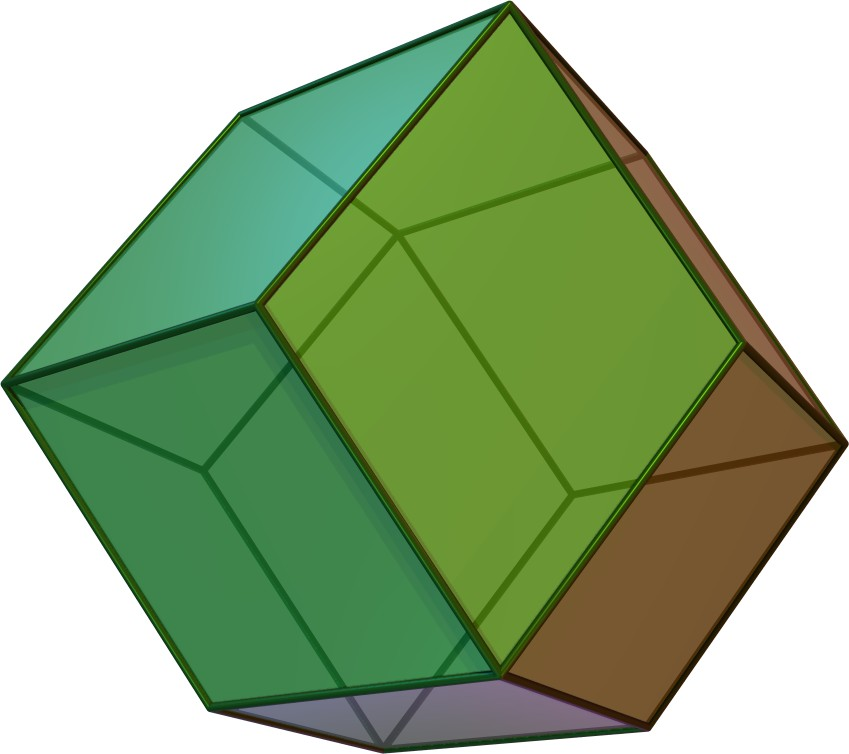
菱形十二面体

### 立方体

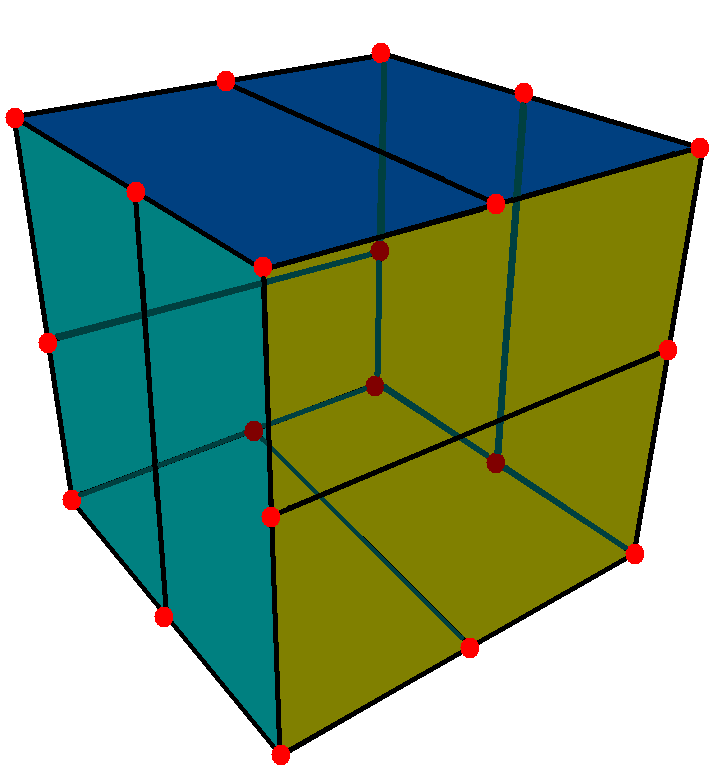
立方体

### 大星型十二面体

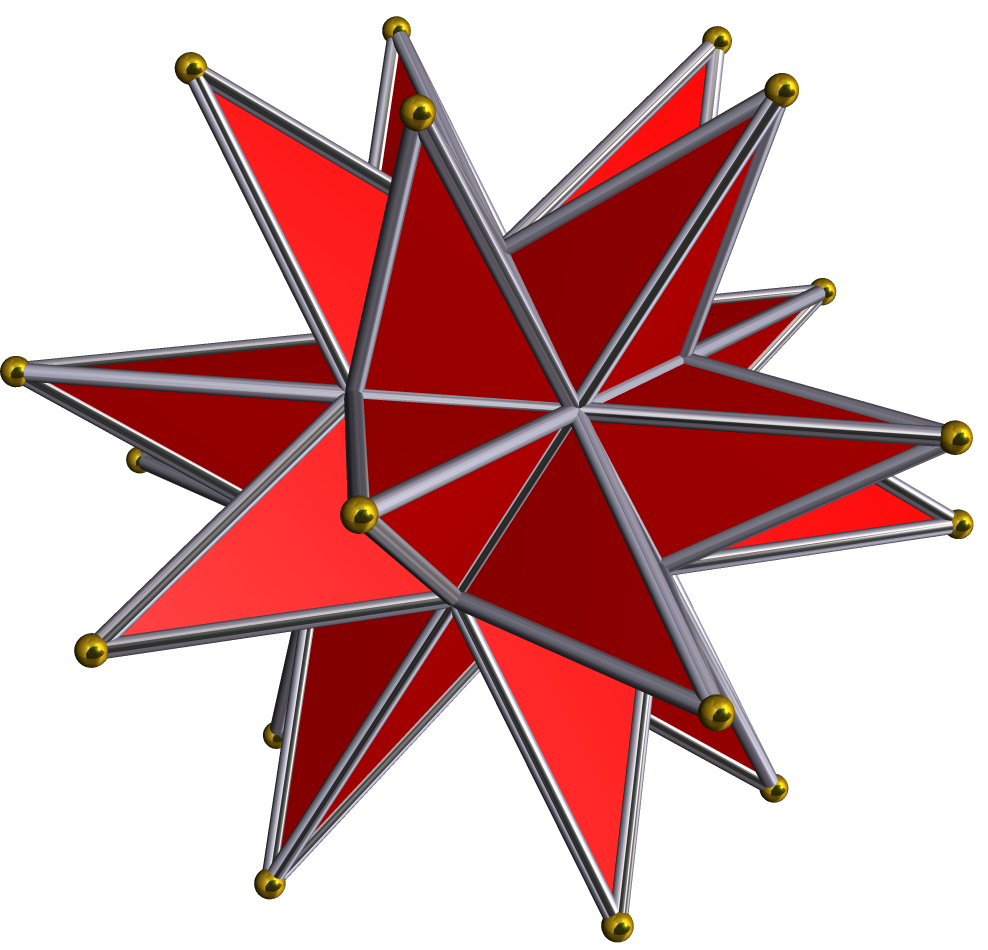
大星型十二面体

## 関連する十二面体

### ウィア＝フェラン構造

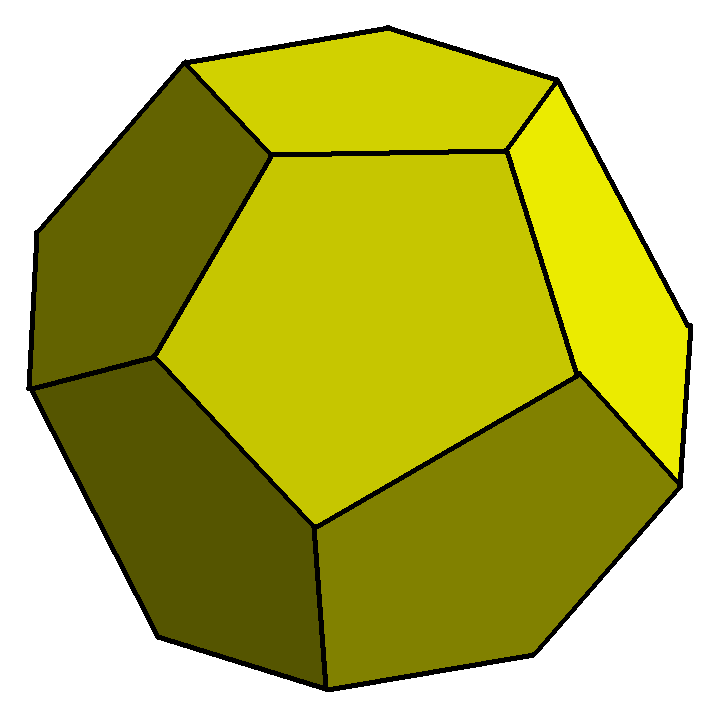
ウィア＝フェラン構造

ウィア＝フェラン構造を構成する二つの立体のうち一つは、五角十二面体である。